# Regina Dauser
Regina Dauser (* 1974) ist eine deutsche Historikerin.

## Leben
Von 1993 bis 1999 studierte sie Geschichte und Germanistik an der Universität Augsburg. Von 2000 bis 2001 war sie freiberufliche Lektorin. Nach dem Promotionsstudium (2000–2004) im Fach Geschichte der Frühen Neuzeit (seit 2001 im Graduiertenkolleg „Wissensfelder der Neuzeit. Entstehung und Aufbau der europäischen Informationskultur“ am Institut für Europäische Kulturgeschichte, Universität Augsburg) war sie von 2004 bis 2006 wissenschaftliche Mitarbeiterin am Institut für Europäische Kulturgeschichte der Universität Augsburg. Von 2006 bis 2011 war sie wissenschaftliche Assistentin am Lehrstuhl für Geschichte der Frühen Neuzeit der Universität Augsburg (Akademische Rätin a. Z.). Seit 2011 ist sie wissenschaftliche Mitarbeiterin am Lehrstuhl für Geschichte der Frühen Neuzeit der Universität Augsburg. Nach dem Habilitationsverfahren 2012 wurde sie außerplanmäßige Professorin.
Ihre Forschungsschwerpunkte sind Kommunikations- und Mediengeschichte der Frühen Neuzeit (insbesondere europäische Korrespondenznetze), Geschichte der europäischen Mächtebeziehungen, Wissensgeschichte der Frühen Neuzeit und ökonomische Aufklärung.

## Schriften (Auswahl)
- Informationskultur und Beziehungswissen. Das Korrespondenznetz Hans Fuggers (1531–1598). Tübingen 2008, ISBN 978-3-484-16516-8.
- mit Magnus Ulrich Ferber: Die Fugger und Welser. Vom Mittelalter bis zur Gegenwart. Augsburg 2010, ISBN 978-3-938332-15-3.
- als Herausgeberin mit Peter Fassl und Lothar Schilling: Wissenszirkulation auf dem Land vor der Industrialisierung. Augsburg 2016, ISBN 3-95786-102-0.
- Ehren-Namen. Herrschertitulaturen im völkerrechtlichen Vertrag 1648–1748. Köln 2017, ISBN 3-412-50590-0.